# Mellie Uyldert
Mellifica (Mellie) Uyldert (Blaricum, 31 mei 1908 - Bilthoven, 10 mei 2009), pseudoniem Esther de Raad, was een Nederlands astrologe en alternatief genezeres.

## Levensloop
Uyldert was de dochter van onderwijzeres Marie Calisch, een aanhangster van de Rein Leven Beweging, en Emil Uyldert. In 1912 vertrok haar vader met de verzorgster van de kleine Mellie naar de Verenigde Staten. Ze werd door haar moeder opgevoed. In 1928 behaalde ze de lager-onderwijsakte Frans. Ditzelfde jaar bezocht ze bijeenkomsten van de Nederlandse Vereniging voor Filosofie, maar ze raakte teleurgesteld in de filosofie en volgde op haar eenentwintigste haar eerste lessen in astrologie. In 1934 verscheen haar eerste boek, het vegetarisch kookboek Handleiding voor de moderne keuken. Tijdens de Duitse bezetting schreef ze in het Haagsch Maandblad en in het maandblad Hamer, een nationaalsocialistische uitgave over folklore en heemkunde. Ook verzorgde ze radioprogramma's met causerieën over deze thema's. In haar bijdragen toonde ze zich een warm voorstander van het völkische gedachtegoed.
Vanaf 1947 schreef ze in De Kaarsvlam, een tweemaandelijks tijdschrift dat na 1972 werd uitgegeven door de Mellie Uyldert Stichting. Onder het pseudoniem Esther de Raad publiceerde ze in 1950 Het antwoord van Suzanna aan Joachim van Babylon, een reactie op het in 1947 verschenen Het boek van Joachim van Babylon van Marnix Gijsen.
Uyldert publiceerde ruim dertig boeken met een totale oplage van een miljoen exemplaren. Vertalingen verschenen in het Duits, Engels, Spaans, Italiaans, Portugees en Deens. Ze was docente aan de Academie voor Natuurgeneeswijzen en in De Kosmos, een centrum voor alternatieve levenswijzen in Amsterdam. Ook schreef ze in het tijdschrift Onkruid, dat haar in 1983 een feestbundel aanbood ter gelegenheid van haar 75ste verjaardag. In 1984 werd bekend dat zij tijdens de Tweede Wereldoorlog voor het maandblad Hamer had geschreven. Hierop beëindigde Onkruid de samenwerking. Ook haar ideeën over 'ras' en haar omgang met toonaangevende figuren uit fascistische hoek maakten Uyldert omstreden.
Vanaf 1984 belegde Uyldert regelmatig bijeenkomsten voor sympathisanten in het tot haar stichting behorende landhuis "Oasis" in het Belgische Kalmthout.
Uyldert woonde - na een korte verloving met de schrijver G. Thole Beishuizen - vanaf het begin van de jaren dertig samen met de hotelhouder Willem Nicolaas Dinger (1899-1967) te Rotterdam, vanaf 1935 te Laren, met wie ze twee kinderen had. De laatste jaren van haar leven woonde ze in het Leendert Meeshuis, een antroposofisch verpleeghuis in Bilthoven waar ze in mei 2009 op 100-jarige leeftijd overleed.

## Overtuiging
Als astrologe combineerde zij de vermeend geneeskrachtige werking van kruiden met de veronderstelde werking van edelstenen. Daarbij baseerde zij zich op de aanwijzingen die zij in iemands horoscoop meende te vinden omtrent gestel en mogelijke ziekten. Zij ging daarbij onder meer uit van overeenkomsten - zogeheten correspondenties - die volgens de medische astrologie zouden bestaan tussen gespannen planetaire aspecten en bepaalde ziektebeelden. In haar publicaties prees zij meermaals behandelingen die door de geneeskunde niet worden erkend. In mei 1981 schreef zij een artikel in haar tijdschrift "De Kaarsvlam" waarin zij stelt dat sommige injecties, inentingen, operaties, bloedtransfusies en transplantaties moesten worden afgewezen. Verder stelt ze in haar boek "Genees Uzelf" dat volgens een aantal onderzoeken een reeks kwalen kan worden genezen door het dagelijks innemen van gedistilleerde petroleum. Uyldert geloofde ook in kabouters.
Uyldert was een aanhangster van de rassenleer en een fervent tegenstandster van wat in die ideologie rassenvermenging wordt genoemd, omdat dit minderwaardige mensen zou opleveren. In dit kader was ze ook voorstandster van omstreden methoden als schedelmeting om karaktereigenschappen te kunnen bepalen. Geheel in de lijn met de rassenleer was zij tegen de aandacht voor zwakkeren in de samenleving, zoals gehandicapten. Bij zwangerschap zou het inschakelen van een helderziende aan te bevelen zijn, teneinde te kunnen bepalen of het moreel gehalte van het toekomstige kind een abortus noodzakelijk zou maken of niet. Ze zou volgens sommige berichten goed bevriend zijn geweest met de nationaalsocialiste Florrie Rost van Tonningen-Heubel. Familieleden spraken na haar dood tegen dat ze met het nationaalsocialisme sympathiseerde; wel vond Uyldert dat de Zwarte Weduwe onterecht werd behandeld en was er sprake van een ruilabonnement tussen De Kaarsvlam en Rost van Tonningen-Heubels Manuscripten.